# رالف لويل
رالف لويل (بالإنجليزية: Ralph Lowell)‏ هو مصرفي أمريكي، ولد في 1890 في تشيستنت هل في الولايات المتحدة، وتوفي في 1978 في بوسطن في الولايات المتحدة.